# ブルーバースデー
『ブルーバースデー』（朝: 블루버스데이 , 英: Blue Birthday）は、韓国のNAVER TV 等で配信されたWebドラマ。主演はキム・イェリム（Red Velvet）とホンソク（PENTAGON）。
『愛の不時着』プロデューサー、ユン・ヒョンギが手掛ける新感覚ファンタジーロマンススリラー。
日本では、2021年7月30日からABEMAプレミアムにて先行配信が開始された。

## あらすじ
オ・ハリンは10年前、自分の誕生日に初恋相手のチ・ソジュンを亡くした。
ソジュンが遺した謎の写真を燃やすことで、ハリンはタイムスリップを繰り返し、ソジュンの死の真相を探り、運命を変えようと奔走する。

## キャスト
オ・ハリン
演 - キム・イェリム（Red Velvet）（幼少期：キム・ソユン）
1994年生まれ。18歳の誕生日にソジュンが亡くなってから、心を閉ざしていた。カメラを通じて、10年前にタイムスリップする。
現在の職業は「レバン動物メディカルセンター」のアニマルレスキュー。
チ・ソジュン
演 - ホンソク（PENTAGON）（幼少期：ムン・ジュウォン）
学年成績一位を誇っていたハリンの初恋相手。突然、この世を去った。
チャ・ウンソン
演 - イ・サンジュン
ハリンにかつて、片思いしていた同級生。裕福な家庭で穏やかな性格。現在は記者。
ド・スジン
演 - キム・ギョルユ
ハリンの高校時代からの親友。心を閉ざすハリンを気にかける。現在はファッションデザイナー。
キム・ウィヨン
演 - パク・ジュヒョン
スジンの高校時代からの恋人。
チ・ヘミン
演 - キム・イソ
ソジュンの姉で、現在はカフェ経営。心を閉ざすハリンの面倒を見ている。

## スタッフ
- 脚本 - ムン・ウォニョン、ク・ソヨン[3]
- 監督 - パク・ダンヒ[3]
- プロデューサー - ユン・ヒョンギ
- 制作 - PLAYLIST

## 配信日程
| 話数   | 韓国配信日    | タイトル                                                     | エンディング メッセージ                        |
| ------ | ------------- | ------------------------------------------------------------ | ---------------------------------------------- |
| 第1話  | 2021年7月23日 | 最悪のバースデー（韓国語：내 나쁜 생일）                     | 写真を燃やすと時間旅行ができる                 |
| 第2話  | 7月24日       | あなたの夢（韓国語：당신은 내 꿈에있어)                      | 耳鳴りがするとすぐに現実に戻る                 |
| 第3話  | 7月30日       | 騒がしい日常（韓国語：소란한 보통날)                         | 1度燃やした写真は戻らない                      |
| 第4話  | 7月31日       | 等価交換の法則（韓国語：등가교환의 법칙)                     | 過去を変えると現在にも影響が及ぶ               |
| 第5話  | 8月06日       | もう一度 訪れたチャンス（韓国語：또 한번, 지회가 찾아왔다)   | 撮影日だけ時間旅行ができる                     |
| 第6話  | 8月07日       | あの日の事実と真実（韓国語：그 날의 사실과 진실)             | 時間旅行ができる写真はコピー不可               |
| 第7話  | 8月13日       | あなたでしょ?（韓国語：너 맞지?)                             | 古いカメラで撮った写真でのみ時間旅行が可能     |
| 第8話  | 8月14日       | 危機（韓国語：위기)                                          | 破れた写真で時間旅行はできない                 |
| 第9話  | 8月20日       | 目撃者（韓国語：목격자)                                      | 時間旅行は誰でも可能                           |
| 第10話 | 8月21日       | 私たちを襲う不幸の大きさ（韓国語：우리에게 닥칠 불행의 크기) | 時間旅行には必ず不幸が訪れる                   |
| 第11話 | 8月27日       | お互いがお互いを（韓国語：서로가 서로를)                     | 色あせた写真は修復できない                     |
| 第12話 | 8月28日       | 疑い（韓国語：의심)                                          | 変わった過去はきっかけがあれば甦る             |
| 第13話 | 9月03日       | 捨てられた子（韓国語：버려진 아이)                           | 時間旅行は数名で一緒に可能                     |
| 第14話 | 9月04日       | 後悔しない（韓国語：후회하지 않아)                           | 時間旅行に発てば現在の時間は止まる             |
| 第15話 | 9月10日       | 消える（韓国語：사라진다)                                    | フィルムのはめ方で写真の枚数が変わる           |
| 最終話 | 9月11日       | マイブルーバースデー（My Blue Birthday)                      | 時間旅行が可能な別のフィルムとカメラが存在する |

## 劇場版
本編をベースに未公開シーンを追加した再編集版として公開された。

### キャスト（劇場版）
- オ・ハリン - キム・イェリム（Red Velvet）[6]
- チ・ソジュン - ホンソク（PENTAGON）[6]
- チャ・ウンソン - イ・サンジュン[6]
- ド・スジン- キム・ギョルユ[6]
- キム・ウィヨン - パク・ジュヒョン[6]
- チ・ヘミン - キム・イソ[6]

### スタッフ（劇場版）
- 制作統括 - ユン・ヒョンギ[6]
- 監督 - パク・ダンヒ[6]
- 共同製作 - プレイリスト＆CGV ICECON [6]
- 配給 - ローソンエンタテインメント、STORY WORKS [6]

## リメイクドラマ
2023年2月8日（7日深夜）から3月29日（28日深夜）まで、関西テレビで放送された。主演は鶴房汐恩（JO1）と松井愛莉。

### キャスト（リメイクドラマ）

#### 成路学園高校
2023年で創立50周年を迎える学校。
蒼馬准（そうま じゅん）
演 - 鶴房汐恩（JO1）（8歳時：塩野夢人）
花鈴の幼馴染で初恋の相手。突然、この世を去った。
原作のチ・ソジュン（演 - ホンソク）に該当。
尾崎花鈴（おざき かりん）
演 - 松井愛莉（8歳時：奈良澪）
准の幼馴染で写真部員。 1996年2月9日生まれ。
2023年時点での職業はウェブライター。
原作のオ・ハリン（演 - イェリ）に該当。
南悠斗（みなみ ゆうと）
演 - 濱正悟
准と花鈴の同級生で写真部の仲間。花鈴に片思いしていた。
原作のチャ・ウンソン（演 - イ・サンジュン）に該当。
須原まゆき（すはら まゆき）
演 - 小島梨里杏
准と花鈴の同級生で写真部の仲間。陽平の恋人。
原作のド・スジン（演 - キム・ギョルユ）に該当。
内田陽平（うちだ ようへい）
演 - 中川勝就（OWV）
准と花鈴の同級生で写真部の仲間。まゆきの恋人。
原作のキム・ウィヨン（演 - パク・ジュヒョン）に該当。
木村晋介（きむら しんすけ）
演 - 兵頭功海
准と花鈴の同級生。准を敵視する。
原作のキム・シヌに該当。
蒼馬咲（そうま えみ）
演 - 石川恋（9歳時：有香）
准の姉。1学年上の上級生。
原作のチ・ヘミン（演 - キム・イソ）に該当。

#### その他
眉村吾郎（まゆむら ごろう）
演 - おかやまはじめ
「眉村寫眞館」の店主。
蒼馬祥子（そうま しょうこ）
演 - 長野里美
蒼馬姉弟の母。

### スタッフ（リメイクドラマ）
- 原作 - 『BLUE BIRTHDAY』[13]
  - 脚本 - ムン・ウォンヨン、ク・ソヨン
  - 監督 - パク・ダンヒ
  - 制作 - PLAYLIST
- 脚本 - 山岡潤平、伊澤理絵[13]
- 音楽 - YOSHIZUMI[13]
- 主題歌 - JO1「Romance」（LAPONE ENTERTAINMENT）[14]
- 監督 - 御法川修、高橋雄弥、藤江儀全[13]
- エグゼクティブプロデューサー - 西山剛史、中畠義之[13]
- ゼネラルプロデューサー - 内部健太郎、佐藤一弘[13]
- 企画プロデューサー - 吉池ゆづる[13]
- プロデューサー - 金彩媛、宮田幸太郎、瀬島翔[13]
- 撮影 - 松宮まなぶ
- 照明 - 石川裕士
- 制作プロダクション - スタジオブルー[13]
- 制作著作 - 関西テレビ、エイベックス・ピクチャーズ[13]

### 放送日程
| 話数   | 放送日  | サブタイトル           | 脚本     | 監督     | エンディング メッセージ                                                          |
| ------ | ------- | ---------------------- | -------- | -------- | -------------------------------------------------------------------------------- |
| 第1話  | 2月08日 | 最悪のバースデー       | 山岡潤平 | 御法川修 | 写真を燃やせば、過去に戻れる。耳鳴りがすると、現在に戻る。                       |
| 第2話  | 2月15日 | 等価交換の法則         | 山岡潤平 | 御法川修 | 過去を変えると、現在にも影響が及ぶ。                                             |
| 第3話  | 2月22日 | もう一度訪れたチャンス | 伊澤理絵 | 御法川修 | 写真が撮影された日にだけ、タイムリープができる。                                 |
| 第4話  | 3月01日 | あの日の事実と真実     | 山岡潤平 | 御法川修 | タイムリープには、つねに謎とリスクがつきまとう。                                 |
| 第5話  | 3月08日 | あなたを守りたい       | 山岡潤平 | 御法川修 | 決められたカメラと、決められたフィルムで撮った写真でのみ、タイムリープができる。 |
| 第6話  | 3月15日 | 目撃者                 | 伊澤理絵 | 高橋雄弥 | 写真を燃やせば、誰でもタイムリープできる。                                       |
| 第7話  | 3月22日 | 疑い                   | 山岡潤平 | 高橋雄弥 | 変わった過去は、きっかけがあれば蘇る。                                           |
| 第8話  | 3月22日 | 祈り                   | 山岡潤平 | 藤江儀全 | タイムリープによって生まれる悲劇は、誰も予測できない。                           |
| 第9話  | 3月29日 | 後悔しない             | 山岡潤平 | 藤江儀全 | 一枚の写真で、複数人数同時にタイムリープすることができる。                       |
| 最終話 | 3月29日 | マイ・ブルーバースデー | 山岡潤平 | 御法川修 | 人は皆、時の旅人。悲しみの涙が流れても、未来は必ず待っている。                   |

- 第4話は『土曜よる7時は笑いの生コラボSP R-1グランプリ & ENGEIグランドスラム』（0時25分 - 0時35分）の放送に伴い10分繰り下げられ、1時5分 - 1時35分に放送された。
- 第7話・第8話と第9話・最終話は2話連続で0時55分 - 1時55分に放送された。

### 放送局
| 放送期間               | 放送時間         | 放送局     | 対象地域   | 備考   |
| ---------------------- | ---------------- | ---------- | ---------- | ------ |
| 2023年2月8日 - 3月29日 | 水曜 0:55 - 1:25 | 関西テレビ | 近畿広域圏 | 製作局 |
| 2023年4月5日 -         | 水曜 3:02 - 3:34 | 東海テレビ | 中京広域圏 |        |

| 関西テレビ 水曜0:55 - 1:25（火曜深夜）枠   | 関西テレビ 水曜0:55 - 1:25（火曜深夜）枠    | 関西テレビ 水曜0:55 - 1:25（火曜深夜）枠 |
| 前番組                                     | 番組名                                      | 次番組                                   |
| ------------------------------------------ | ------------------------------------------- | ---------------------------------------- |
| かまいたちの掟 - TSKさんいん中央テレビ制作 | ブルーバースデー （2023年2月8日 - 3月29日） | おかべろ                                 |

### スピンオフドラマ
『ブルーバースデー 〜最高の誕生日〜』（- さいこうのたんじょうび）のタイトルで、動画配信サービス「dTV」にて2023年3月29日の12時より前編が、同年3月31日の12時より後編が配信された。准が花鈴の28歳の誕生日にプロポーズをしようとタイムリープしながら悪戦苦闘するラブコメディ。

#### キャスト（スピンオフドラマ）
- 蒼馬准 - 鶴房汐恩（JO1）[17]
- 尾崎花鈴 - 松井愛莉[17]
- 南悠斗 - 濱正悟[17]
- 須原まゆき - 小島梨里杏[17]
- 内田陽平 - 中川勝就（OWV）[17]

#### スタッフ（スピンオフドラマ）
- 脚本 - 山岡潤平[17]
- 監督 - 熊坂出[17]
- 主題歌 - JO1「Romance」[17]

#### 配信日程（スピンオフドラマ）
| 各話 | 配信日  | サブタイトル                   | 配信時間 |
| ---- | ------- | ------------------------------ | -------- |
| 前編 | 3月29日 | 最高の誕生日がついに訪れる!?   | 26分     |
| 後編 | 3月31日 | 准のプロポーズは成功するのか!? | 28分     |